# Акуленко Юлія Юріївна
Ю́лія Ю́ріївна Аку́ленко (* 1977) — українська легкоатлетка-семиборка, майстер спорту України міжнародного класу.

## З життєпису
Чемпіонка України-1996 — 5685 очок.
Срібна призерка Чемпіонату України з легкої атлетики 1998 року — 5608 очок та 2000-го — 5915 очок.
Учасниця Літніх Олімпійських ігор 2004 року, фінішувала на двадцять третій позиції. Входить до складу легкоатлетичної команди «Динамо» (Дніпро).
Чемпіонка України з легкої атлетики 2004 року — 6203 очка та 2005-го — 6103 очка.
2006 року закінчила Навчально-науковий інститут фінансів та банківської справи.